# Androgynie
Ne doit pas être confondu avec Intersexuation, Travestissement ou Transidentité.

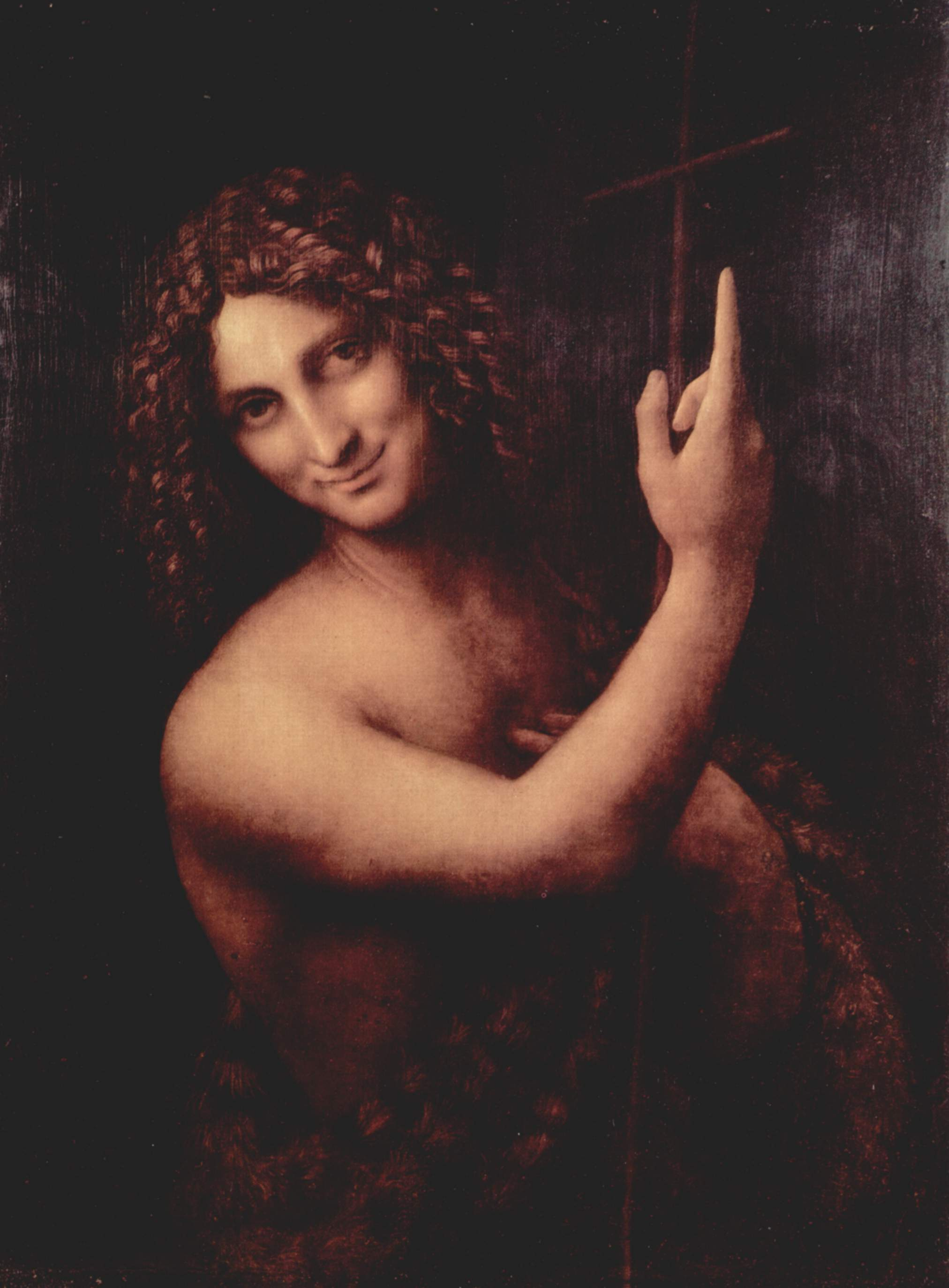
Saint Jean-Baptiste (Léonard de Vinci) en qui coexistent natures féminine et masculine.

L'androgynie est la particularité d'un être humain (androgyne), dont l'apparence (physique et/ou gestuelle) ne permet pas de savoir clairement à quel sexe il appartient. Le terme est aussi revendiqué, de manière moins courante, par certaines personnes qui revendiquent une identité de genre ni tout à fait masculine ni tout à fait féminine, quelle que soit leur apparence physique.
Ce terme peut aussi évoquer le mythe de l’androgyne (platonicien), qui relate l'origine de l’androgynie humaine du point de vue hellénique. L'androgynie ne doit pas être confondue avec des notions auxquelles elle est fréquemment amalgamée, telles que l'intersexuation, la transidentité ou le travestissement, ni même comme un « stade » précédant l'un ou l'autre de ces statuts : des individus peuvent se faire désigner ainsi en raison d’une apparence morphologique (féminine pour un homme, masculine pour une femme) à différents niveaux de promiscuité sans pour autant vouloir y être associés, alors que certains s’en réclament ouvertement, et ce sans pour autant y insérer une implication identitaire. Certains mannequins et figures publiques sont fréquemment qualifiés d'androgynes, sans pour autant s’identifier d’un point de vue identitaire ou culturel à ce style ou approche des genres (ni même vouloir y être identifiés). Alors qu’au contraire, d’autres y voient un « troisième genre ».
Lorsqu'une personne présente des attributs génitaux ambigus, indépendamment de sa perception psychologique, on parle en médecine d'intersexuation.

## Étymologie
Le substantif masculin et adjectif « androgyne » est un emprunt,, par l'intermédiaire du latin androgynus, au grec ἀνδρόγυνος / andrógunos, composé de ἀνήρ / anḗr, ἀνδρός / andrós (« homme ») et de γυνή / gunḗ (« femme »).

## Histoire

### Mythe platonicien
Le premier mythe platonicien de l'androgyne est relaté par le personnage d'Aristophane, dans le Banquet (189c - 193e) au cours duquel plusieurs personnages décrivent leur conception de l'amour. Pour Aristophane, au commencement, il y avait trois sortes d'êtres humains, et non deux comme aujourd'hui : la femelle, issue de la terre, le mâle, issu du soleil, et l'androgyne, un être « composé des deux premiers et qui les renfermait tous deux », issu de la lune. Les androgynes étaient des êtres ronds possédant deux visages (des deux côtés d'une même tête), quatre bras, quatre jambes, deux appareils génitaux, etc., et se reproduisant sans sexualité.
Ayant provoqué la colère des dieux en tentant de les égaler, ils furent punis par Zeus qui les sépara chacun en deux moitiés. L'humanité est alors divisée en deux espèces, hommes et femmes. Chaque nouvel être recherche alors sa moitié antérieure pour reformer l'être originel, dans un élan qu'Aristophane nomme erôs : « chaque moitié cherchait à rencontrer celle qui lui appartenait ». Une fois les deux moitiés réunies, celles-ci ne cherchent plus qu'à s'unir et se confondre à nouveau, et, n'y parvenant pas, finissent par mourir de faim et d'inaction. Pour éviter l'extinction de la race humaine, Zeus déplace les organes génitaux sur le devant, afin de leur permettre de s'unir provisoirement, formant les êtres humains actuels. Ce mythe explique ainsi le phénomène amoureux et sa recherche, dont l'origine se trouve dans un puissant désir de complétion de soi.

### Antiquité
Les peuples de l'Antiquité faisaient une nette différence entre ce que Mircea Eliade appelle l’« hermaphrodite concret » et l’« androgyne rituel » : un nouveau-né présentant des signes d'hermaphrodisme était dans certaines cultures et à des époques particulières, considéré comme un signe de la colère des dieux et mis à mort sur le champ. Seul était toléré l'androgyne rituel en tant que modèle de la coïncidence des opposés, réunissant les puissances magiques et religieuses liées à chacun des deux sexes ; dans ce cas, il ne s'agissait plus d'hermaphrodisme physiologique, mais de l'acquisition des pouvoirs des deux sexes par des pratiques rituelles, notamment par le fait de se travestir.
Ainsi, chez les Romains, la naissance à Sinuessa d'une androgyne durant la deuxième guerre punique est rangée avec d'autres phénomènes hors normes, tous considérés comme des prodiges, signes de la colère des dieux. L'enfant fut jeté à la mer. Julius Obsequens rapporte aussi plusieurs cas d'enfants androgynes, nouveau-nés ou âgés de quelques années, éliminés en les jetant à la mer ou dans le fleuve, tandis que la ville concernée est purifiée par des processions de neuf jeunes filles chantant des hymnes.
Le regard sur l'androgynie se modifia ensuite graduellement : selon Pline l'Ancien, au Ier siècle après J.C, les androgynes étaient devenus des deliciae, des objets de plaisir, et ne suscitaient donc plus les mêmes craintes.

### XIXesiècle
Balzac a centré son roman Séraphîta sur un personnage d'androgyne directement issu des théories de Swedenborg. Séraphîtüs-Séraphîta, aimé en tant qu'homme par Minna et en tant que femme par Wilfred, fait preuve d'une érudition et de capacités intellectuelles largement supérieures à la moyenne ; se réalisant dans l'amour humain, concret, il n'est cependant pas un ange descendu sur terre, mais un humain parfait, c'est-à-dire un être « total ».
Dans les romans et les nouvelles appartenant au mouvement décadent du XIXe siècle, la figure de l'androgyne est récurrente, mais sous la forme d'un hermaphrodite morbide, voire satanique, qui ne connaît d'existence que sensuelle. On a affaire à une « dégradation du symbole ».
Les dandies d'Europe au XIXe siècle brillaient par leur androgynie au sein de leur société, androgynie remarquée par Baudelaire qui consacre un essai au peintre Constantin Guys ainsi que par Barbey d'Aurevilly qui écrit sur le célèbre dandy anglais Georges Brummel. Le dandy, qui se distingue par son détournement et son reniement des lois de la nature telles le vieillissement ou la sexualité vient se positionner en dehors de la différence des sexes : il se réapproprie les qualités asexuées de l'ange tel qu'il est conçu au XIXe siècle. Si l'androgynie est une des caractéristiques du dandy, c'est parce qu'elle est symptomatique du refus d'une catégorisation sexuelle et même d'une vie sexuelle puisque l'androgyne dandy n'est théoriquement attiré ni par l'homme, ni par la femme. Barbey d'Aurevilly les définit d'ailleurs comme « des natures doubles et multiples, d'un sexe intellectuel indécis » jusqu'à hésiter, de façon remarquablement moderne, sur le genre à attribuer au mot « androgyne ».

### XXesiècle

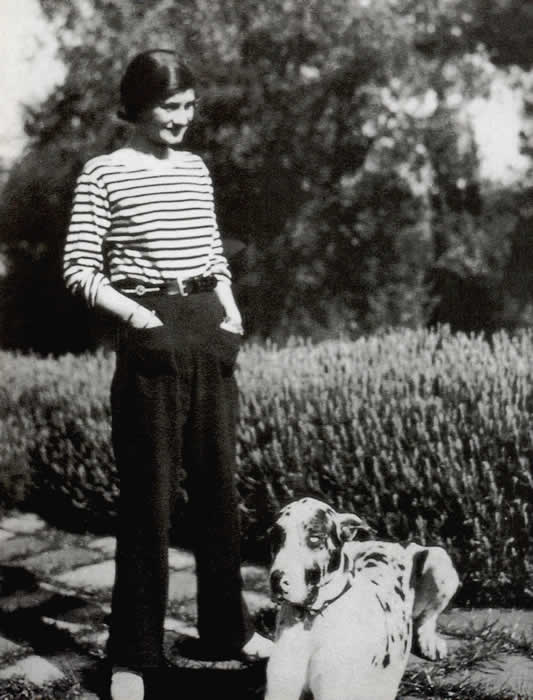
Coco Chanel en marinière.

La figure de l'androgyne est mise en valeur par des peintres du début du XXe siècle, notamment Marcel Duchamp, Marc Chagall et Jean Cocteau. Ils se réfèrent généralement aux philosophies ésotériques comme l'alchimie et la Kabbale pour justifier cette valorisation. L'usage du terme comme critère de beauté physique et/ou spirituel est également répandu dans la littérature, sans implication avec l'intersexuation et la transidentité la plupart du temps, tel que chez Georges Hérelle ou Roger Peyrefitte. On trouve également le thème de l'androgynie dans le domaine de la mode.

### XXIesiècle
Si le terme qualifie toujours, notamment dans les milieux littéraires, une personne dont l'apparence physique est ambiguë (toujours sans rapport absolutiste avec la transidentité ou le travestisme), il sert aussi occasionnellement en dehors des cercles médicaux à qualifier un individu qui estime ne pas trouver sa place dans le schéma binaire homme/femme des sociétés actuelles. Ainsi, la militante trans Phaedra Kelly le revendique dès les années 1970, expliquant qu'elle « ne veut être ni un homme, ni une femme, mais les deux à la fois » et s'affirmant par ailleurs « gender transient » (« d'un genre impermanent »).
Quand la personne s'identifie au genre social opposé à son sexe biologique, il s'agit de transidentité. Quand la personne refuse d'être catégorisée sous les deux seules étiquettes admises, il s'agit d'une personne dite « agenre ». Certaines personnes se qualifient plutôt d'intergenre, bien que pouvant être considérées comme faisant partie de la catégorie des transgenres au sens large du terme. L'androgynie désigne aussi un style vestimentaire dans les mouvements glam rock et Cosplay, où hommes et femmes s'habillent sans tenir compte des codes vestimentaires habituels, piochant allègrement dans les registres censés appartenir au genre opposé.
L'androgynie est l'une des bases du mouvement musical japonais visual kei, avec des artistes et des groupes comme Mana de Malice Mizer et Moi dix Mois, X Japan, Dir En Grey, Miyavi (lorsqu'il était membre de Dué le Quartz), Versailles, The GazettE, Dio - Distraught Overlord, An Cafe, James Charles, SuG, Exist†trace, D'espairsRay, etc. Il existe également des personnages fictifs androgynes, tels que les Jasdebi dans le manga D.Gray-man, Leo dans Tekken 6, Deidara et Haku dans Naruto ou encore Karuto, Neferupito et Kurapika dans Hunter x Hunter. Hideyoshi Kinoshita est un exemple flagrant d'androgynie dans le manga Baka To Test To Shoukanjuu Ni; tout comme Envy dans Fullmetal Alchemist.

## Confusion
Le terme ne peut être confondu avec l'homosexualité, l'intersexuation et la transidentité.
L'androgynie n'a aucun rapport avec l'orientation sexuelle ou l'identité de genre. Il s'agit surtout d'hommes et de femmes qui s'épanouissent dans un style brisant les tabous des genres vestimentaires hommes/femmes et/ou qui ont une image (psychologique) de soi qui mélange le masculin et le féminin. Il ne faut donc pas la confondre avec l'intersexuation, qui concerne des personnes « nées avec des caractéristiques sexuelles qui ne correspondent pas aux définitions typiques de « mâle » et « femelle » », selon l'ONU, ou avec les personnes transgenres qui modifient ou non leurs corps ; l'androgynie relève d'un caractère également génétique, certains individus ayant simplement un visage ambivalent, surtout à l'adolescence[réf. nécessaire].

#### Dans les arts
- L'Infirmerie après les cours de Setona Mizushiro